# 정복의 신 징기즈칸
《정복의 신 징기즈칸》(战神纪, Genghis Khan)은 중국에서 제작된 차오루 하쓰 감독의 2018년 액션, 모험, 전쟁 영화이다. 천웨이팅 등이 주연으로 출연하였다. 원래 중국에서 2017년 12월 22일 개봉할 예정이었다가 팀이 후반 작업에 더 많은 시간을 들일 수 있게 하기 위해 2018년 4월 28일로 최종 연기되었다. 이 영화는 제8회 베이징 국제영화제의 클로징 필름이기도 하였다.

## 출연

### 주연
- 천웨이팅
- 린윈
- 후준

### 조연
- 예대홍
- 조립신
- 장신이